# Барышников, Владимир Яковлевич
Влади́мир Я́ковлевич Бары́шников (июль 1900, Луга, Санкт-Петербургская губерния — 12 ноября 1971, Москва) — советский деятель государственной безопасности, генерал-майор.

## Биография
Родился в 1900 году в Луге. Русский. Член КПСС с 1940 года.
С 1919 года — на военной службе и общественной работе. В 1919—1958 гг. — красноармеец в Петрограде, оперуполномоченный в Ленинградском военном округе, работник УНКВД по Ленинградской области, начальник опергруппы НКВД в городе Териоки, участник Великой Отечественной войны, начальник 1-го отделения 1-го отдела 2-го управления НКВД СССР, заместитель начальника, начальник 3-го отдела ГУКР СМЕРШ, начальник ряда управлений МГБ СССР, заместитель начальника УМГБ Бобруйской области, в КГБ при СовМине СССР.
Умер в Москве в 1971 году. Похоронен на Головинском кладбище города Москвы.